# Dill Jones
Dillwyn „Dill“ Owen Jones (* 19. August 1923 in Newcastle Emlyn; † 22. Juni 1984 in New York City) war ein britischer Jazzpianist, der auch dem Publikum von BBC One den Jazz näher brachte.

## Leben und Wirken
Jones wuchs in New Quay (Cardigan Bay) in einer musikalischen Familie auf. Mit sieben Jahren begann er mit dem Klavierunterricht. Nach seiner Zeit auf dem College begann er eine Banklehre, die 1942 durch die Einberufung zum Militärdienst unterbrochen wurde. Während des Zweiten Weltkriegs diente er in der Kriegsmarine, wo er die Gelegenheit hatte, Jazz zu spielen. Nach Ende des Krieges studierte er Musik in London am Trinity College of Music. Bald wurde er wie auch Humphrey Lyttelton Mitglied von Carlo Krahmers Chicagoans. Dann war er im Orchester von Vic Lewis und im Sextett von Harry Parry, um dann Schiffsmusiker auf der Queen Mary zu werden, die zwischen New York und Southampton verkehrte. Bei seinen Aufenthalten in New York konnte er die Jazzclubs besuchen und Musiker wie Coleman Hawkins oder Lennie Tristano erleben.
Während der 1950er Jahre arbeitete er in London mit so unterschiedlichen Musikern wie Ronnie Scott, Kenny Grahams Afro-Cubists, Annie Ross, Tommy Whittle, Jimmy Skidmore, Bruce Turner, Joe Harriot oder Don Rendell und wurde immer wieder vom Melody Maker ausgezeichnet. Ab 1958 leitete er eigene Bands. Er war Moderator der Radiosendung The BBC Jazz Club und präsentierte auch im Fernsehen Jazz, bevor er 1961 nach New York zog, wo er in den nächsten Jahren regelmäßig mit Yank Lawson, Max Kaminsky, Roy Eldridge, Bob Wilber und Jimmy McPartland arbeitete. Dann wurde er Mitglied des Quartetts von Gene Krupa. Mit Budd Johnson, Bill Pemberton und Oliver Jackson bildete er 1969 das JPJ Quartett, das bis 1974 existierte. In den nächsten Jahren spielte er als Freelancer und häufig im Soloformat als Stridepianist. 1979 gehörte er zum Hot Jazz Orchestra von Eddy Davis.

## Diskographische Hinweise
- Davenport Blues - Dill Jones plays Bix, Jones and a Few Others
- Dill Jones/Wyn Lodwick: The Welsh Connection

## Lexikalische Einträge
- Ian Carr, Digby Fairweather, Brian Priestley: Rough Guide Jazz. Der ultimative Führer zur Jazzmusik. 1700 Künstler und Bands von den Anfängen bis heute. Metzler, Stuttgart/Weimar 1999, ISBN 3-476-01584-X.
- Leonard Feather, Ira Gitler: The Biographical Encyclopedia of Jazz. Oxford University Press, New York 1999, ISBN 0-19-532000-X.